# Fletcher's Blemish
"Fletcher's Blemish" es una composición del grupo inglés Soft Machine, la tercera de su cuarto álbum. Fue escrita por el saxofonista Elton Dean.

## Personal
- Elton Dean – saxofón, saxello
- Mike Ratledge – teclados
- Hugh Hopper – bajo
- Robert Wyatt – batería